# 고유문

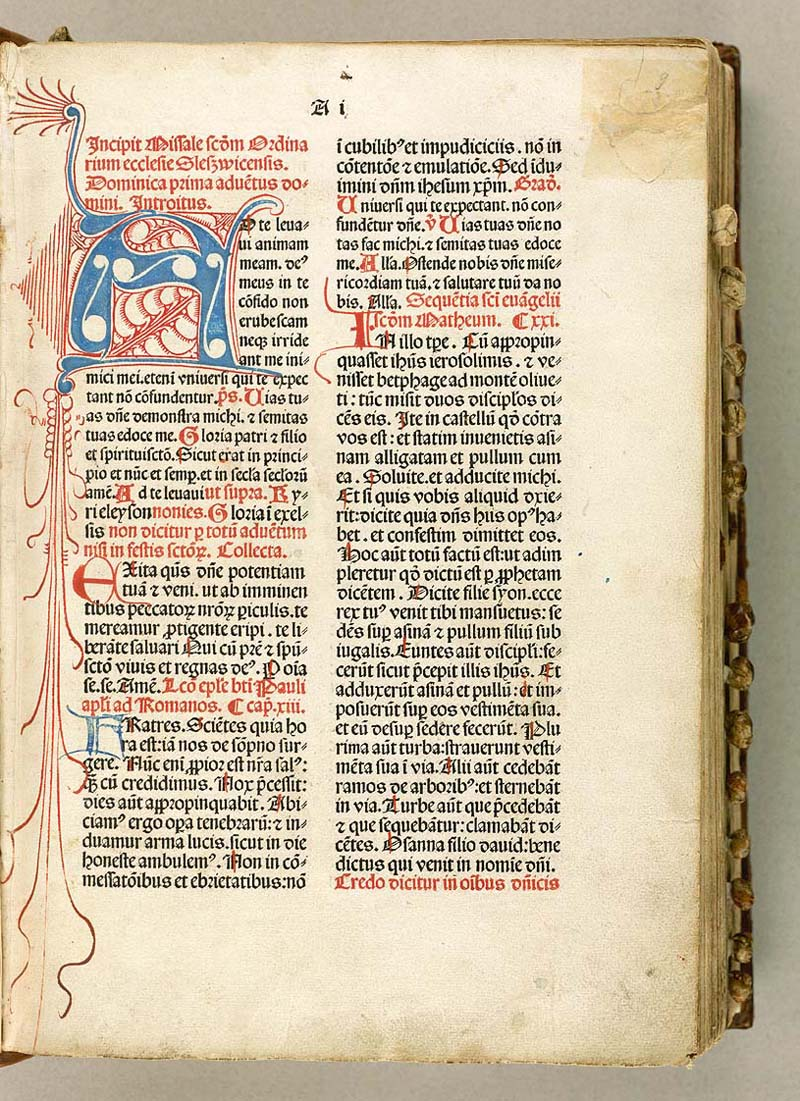
대림 제1주일을 위한 고유문으로 첫 페이지를 시작하는 옛 미사 경본(Missale Slesvicense, 1486).

고유문(proprium)은 기독교 전례에서 미사의 일부분(미사 고유문)과 성무일도의 일부분(성무일도 고유문)을 한꺼번에 일컫는 말로, 전례 주년이나 성인의 기념이나 어떤 특별한 거행에 따라 바뀌는 기도문과 전례문을 가리킨다.
고유문에 반대되는 용어는 '통상문'이며, 미사통상문이라고 한다. 통상문은 날짜가 바뀌어도 변경되지 않고 공통적으로 사용되는 기도문과 전례문을 한꺼번에 일컫는 말이다.
고유문은 또한 변화하는 부분이라고 불리는데 해당 전례에 따라 바뀌는 부분이기 때문이다. 바로 그런 이유에서 고유문은 해당 전례와 해당 전례 시기의 특별한 성격과 고유한 특징을 드러내는 요소이다.

## 본문의 관점에서 미사의 고유문
미사의 고유문은 크게 아래와 같이 구별한다.
- 전례 시기 고유(Proprium de Tempore; Temporale): 전례 주년에 따라서 바뀌는 본문이다.
- 성인 고유(Proprium de Sanctis; Sanctorale): 성인 기념에 따라서 변경되는 본문이다. 특히 '성인 공통'은 성인의 성격에 따라 분류되어 여러 성인 기념에 적용할 수 있도록 마련되어 있지만, 미사 통상문에 속하지 않기에 고유문으로 분류해야 한다.

미사에서 고유문들은 아래와 같다.
- 입당송
- 본기도
- 독서
- 화답송
- 제2 독서 - 주일과 대축일에
- 부속가 - 전례서에서 지정된 날에
- 복음 환호송: 알렐루야와 구절; 또는 사순 시기에는 복음 전 노래나 연송
- 복음
- 봉헌송
- 예물 기도
- 감사송
- 영성체송
- 영성체 후 기도

## 노래의 관점에서 미사의 고유문
그레고리오 성가에서 더욱 독창적이고 본격적인 부분이 고유문 노래이다.
미사의 고유문 가운데 성가대에게 맡겨진 부분은
- 입당송
- 부속가
- 봉헌송
- 영성체송이다.

선창자나 시편 담당자가 주도적으로 부르는 고유문은
- 화답송
- 알렐루야
- 연송이다.

그레고리오 성가에서 고유문은 통상문보다 우선하여 생각하였다. 통상문에 비교하여 고유문에 더 많은 관심을 가지고 작곡을 했던 그 불균형은 오늘날에도 거의 그대로 유지되고 있다. 오늘날에도 미사곡을 작곡한다고 하면, 통상문에서는 대부분 자비송, 대영광송, 거룩하시도다(상투스), 하느님의 어린 양을 겨우 작곡하고, 신경은 드물게 작곡하며, 사제와 신자들의 대화 부분 등 나머지 거의 모든 부분의 통상문은 작곡하지 않는 것이 현실이다..

고유문 노래들을 모아 놓은 전례서를 미사 성가집(Graduale)이라고 부른다.
최근에는 이 미사 성가집에도 통상문 노래를 담는 경향이 있기는 하지만, 예전에는 통상문 노래를 모은 전례서를 미사곡집(Kyriale)라고 불렀다.
한편 선창자들에게 맡겨진 노래를 모든 책을 Cantatorium이라고 불렀으며, 여기에는 함께 불러야 하는 노래의 경우에 선창자가 불러주어야 하는 시작 부분(incipit)e도 포함되어 있다.